# Madagaskar na zimních olympijských hrách
Madagaskar na zimních olympijských hrách startuje od roku 2006. Toto je přehled účastí, medailového zisku a vlajkonošů na dané sportovní události.
Madagaskarská účast v Turíně společně s premiérami sportovců z Etiopie a Albánie přispěla k dosažení rekordního počtu 80 zúčastněných zemí.
Prvním sportovcem, který zemi na zimních olympijských hrách reprezentoval, byl kanadsko-madagaskarský sjezdař Mathieu Razanakolona. Dne 20. února 2006 obsadil v obřím slalomu 39. místo ze 41 sjezdařů, kteří dokončili obě kola závodu.

## Účast na Zimních olympijských hrách
| Dějiště ZOH            | ZOH      | Vlajkonoš                          | Zlatá medaile | Stříbrná medaile | Bronzová medaile | Celkem |
| ---------------------- | -------- | ---------------------------------- | ------------- | ---------------- | ---------------- | ------ |
| 2006 Turín             | ZOH 2006 | Mathieu Razanakolona               |               |                  |                  | 0      |
| 2010 Vancouver         | ZOH 2010 |                                    |               |                  |                  | Ne     |
| 2014 Soči              | ZOH 2014 |                                    |               |                  |                  | Ne     |
| 2018 Pchjongčchang     | ZOH 2018 | Mialitiana Clerc                   |               |                  |                  | 0      |
| 2022 Peking            | ZOH 2022 | Mialitiana Clerc Mathieu Neumuller |               |                  |                  | 0      |
| 2026 Milán             | ZOH 2026 |                                    |               |                  |                  |        |
| Celkem                 | 3        |                                    | 0             | 0                | 0                | 0      |
| Zdroj na Olympedia.org |          |                                    |               |                  |                  |        |